# Cases Bertrand noves
Les cases Bertrand noves o casetes Molins són un conjunt arquitectònic situat al passeig de Bertrand, 1-11 de Sant Feliu de Llobregat (Baix Llobregat), catalogat com a bé cultural d'interès local.

## Història
Van ser encarregades el 1907 per Josepa Serra, esposa del contractista d'obres Josep Molins, al l'arquitecte municipal Gabriel Borrell i Cardona. Les obres van ser començades pel mateix Molins un any més tard, i es van acabar el 1912, data que consta en la façana central del passeig de Bertrand. Les rajoles que decoren les cases procediem de la fàbrica Pujol i Bausis d'Esplugues de Llobregat. Van ser habitades per treballadors de la Can Bertrand.

## Descripció
Són un conjunt de sis cases modernistes de planta baixa i un pis, adossades en filera i amb jardí a la part posterior.
Les portes són dobles: l'exterior que dona al carrer és de fusta amb decoracions florals, La interior és de fusta i vitralls de colors. Al primer pis, la façana només té balcó i decoració esgrafiada amb motius florals. L'acabament de la façana és ondulat d'aire gaudinià amb ceràmica fragmentada de colors blau, verd i blanc. Les finestres també estan decorades amb ceràmica.